# Solandra
Solandra (ein deutschsprachiger Trivialname ist Goldkelch) ist eine Pflanzengattung in der Familie der Nachtschattengewächse (Solanaceae). Die etwa zehn Arten kommen von Mexiko über Zentral- bis Südamerika sowie auf den westindischen Inseln vor. Selten wird der Goldkelch aufgrund der enthaltenen Tropanalkaloide als schamanische Trancedroge benutzt.

## Beschreibung

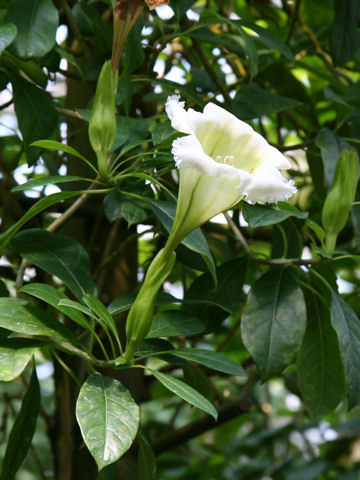
Solandra longiflora

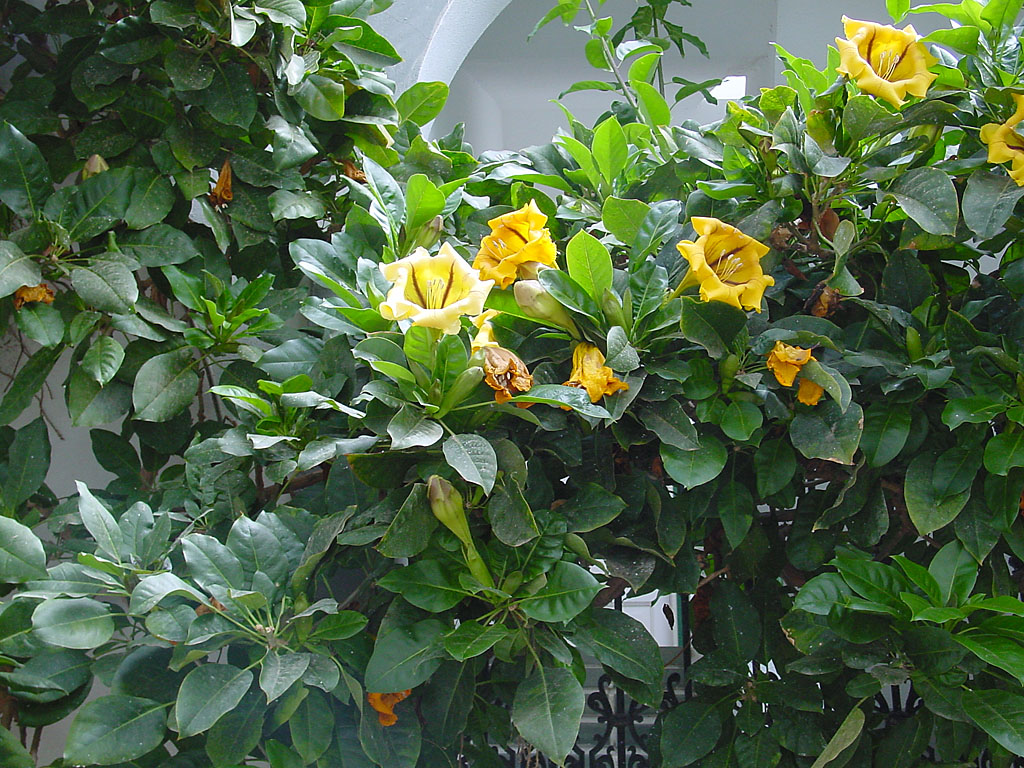
Solandra maxima

### Vegetative Merkmale
Solandra sind verholzende Pflanzen, die meist als Strauch oder Liane wachsen oder gelegentlich auch epiphytisch auftreten. An großen Bäumen können lianenförmige Pflanzen eine Gesamtlänge von 7 bis 30 m erreichen. Es gibt sowohl unbehaarte als auch behaarte Vertreter, meist sind dann die Laubblätter und der Kelch behaart. Die Trichome sind einreihig, vielzellig, einfach oder verzweigt, gelegentlich sind sie drüsig, ihre Länge variiert zwischen 60 und 500 µm. Die Sprossachse besitzt eine stark gerunzelte Rinde, die gelegentlich mit vielen auffälligen Korkwarzen versehen ist. Das Mark ist stark ausgeprägt.
Die Laubblätter sind in Blattstiel und Blattspreite gegliedert. Die Blattstiele sind meist 3 bis 5 cm (1 bis 6 cm) lang. Sie lederigen oder beinahe lederigen und glänzenden Blattspreiten sind bei einer Länge von selten 4 cm bis, meist 7,5 bis 17,5 cm sowie einer Breite von 2 cm bis, meist 4 bis 11 cm elliptisch, langgestreckt-elliptisch, eiförmig-elliptisch oder beinahe rund. Nach vorn hin sind die Blattspreiten spitz oder zugespitzt.

### Blüten
Die auffallenden und duftenden Blüten stehen endständig an 5 bis 17 mm langen, dicken Blütenstielen. Die zwittrigen Blüten sind fünfzählig mit doppelter Blütenhülle. Die fünf 2,5 bis 11 cm langen Kelchblätter sind röhrenförmig-glockenförmig verwachsen und der Kelch ist unregelmäßig zwei- oder fünfgelappt. Die Kelchlappen sind spitz und langgestreckt. Die leicht zygomorphe Krone ist trichterförmig oder kelchförmig, sie ist meist 13,5 bis 37 cm (selten auch nur 10 cm) lang und 4 bis 14 cm breit. Die Blütenkrone ist entweder weiß, gelb oder grün gefärbt und weist fünf bis zehn Längsstreifen auf, oder sie ist violett-blau oder gelblich-weiß mit einer violetten Mellierung. Die Kronlappen sind kurz, breit und etwas zurückgebogen, ihr Rand ist meist gewellt und unregelmäßig gekerbt-ausgefranst.
Die Staubblätter können über die Krone hinausstehen oder sich innerhalb der Krone befinden. Am Ansatzpunkt der Staubfäden sind diese mit einfachen, einreihigen Trichomen behaart. Die Staubbeutel sind 6 bis 13 mm lang; gelegentlich weisen sie eine nahezu dreieckige Form auf und haben dann zum Zeitpunkt des Aufspringens eine Breite von etwa 2 bis 3 mm, ansonsten sind sie elliptisch und 4 bis 5 mm breit. Die Pollenkörner sind trizonocolporat und mit 17 bis 23 µm relativ klein. Die Pollenaußenwand (Exine) hat eine Stärke von etwa 1,5 µm, in den Bereichen der Pollenpole ist sie netzartig, zum Pollenäquator hin streifig. Der vierkammerige Fruchtknoten ist halbunterständig. Die Narbe ist scheiben- bis köpfchenförmig und nur sehr leicht zweilappig. Es ist ein Diskus vorhanden.

### Früchte und Samen
Die lederigen Beeren sind bei einer Länge von 4 bis 6 cm sowie einem Durchmesser von 5 bis 6 cm abgeflacht kugelförmig, konisch, birnenförmig oder gerundet-eiförmig. Die Beeren sind bei Reife gelegentlich weißlich, süßlich und essbar. Der Kelch bleibt an der Frucht bestehen, springt jedoch auf. Die Samen haben eine Länge von 4 bis 6,5 mm und eine Breite von 2,5 bis 4 mm.

### Inhaltsstoffe
Die phytochemische Zusammensetzung ähnelt stark derer der Stechäpfel (Datura) und Duboisia. In allen Pflanzenteilen kommen diverse Tropanalkaloide vor, die eine zum Teil stark delirant halluzinogene Wirkung haben. Den größten Anteil haben dabei Atropin, Noratropin und (−)-Hyoscyamin. Daneben kommt eine Vielzahl von weiteren Alkaloiden vor: Littorin, Hyoscin, Norhyoscin, Tigloidin, 3α-Tigloyloxytropan, 3α-Acetoxytropan, Valtropin, Norhyoscyamin, Tropin, Nortropin, χ-Tropin und Cuskohygrin.
Der Alkaloidgehalt beträgt etwa 0,15 %, die höchste Konzentration wurde mit 0,64 % in der Wurzel von Solandra grandiflora gefunden. Im Gegensatz dazu wurde bei Solandra maxima die höchste Alkaloidkonzentration in den Früchten gefunden.

## Vorkommen
Das Verbreitungsgebiet der Gattung Solandra erstreckt sich von Mexiko über die westindischen Inseln bis nach Peru, Bolivien und den Südosten Brasiliens, wobei Mexiko mit fünf Arten das Diversitätszentrum bildet. Die kletternden Solandra-Arten kommen in tropischen Regenwäldern in Höhenlagen von 500 bis 3000 Metern vor.

## Systematik
Die Gattung Solandra wurde 1787 durch Olof Peter Swartz in Kongl. Vetensk. Acad. Handl., Volume 8, Seite 300 aufgestellt. Eikn Synonym für Solandra Sw. ist Swartsia J.F.Gmel.
Innerhalb der Gattung Solandra werden bei Bernardello et al. 1987 etwa zehn Arten anerkannt:
- Solandra boliviana Britton ex Rusby: Sie kommt vom westlichen Bolivien bis Peru vor.[2]
- Solandra brachycalyx Kuntze: Sie kommt von Honduras über Nicaragua sowie Costa Rica bis Panama vor.[2]
- Solandra brevicalyx Standl.: Sie kommt nur im mexikanischen Bundesstaat Tamaulipas vor.[2]
- Solandra grandiflora Sw. (Syn. Solandra nitida Zucc.): Die Heimat reicht von Mexiko über Zentral- bis Südamerika. Auf Inseln in der Karibik ist diese Art ein Neophyt.[4] Ihre Chromosomenzahl ist 2n = 24.[5]
- Solandra guerrerensis Martinez: Sie kommt vom zentralen bis südlichen Mexiko vor.[2]
- Solandra guttata D.Don: Sie ist in Mexiko verbreitet.[2]
- Solandra longiflora Tussac: Sie kommt in Kuba, in der Dominikanische Republik, in Costa Rica, Panama, Venezuela, Ecuador und Suriname vor.[4]
- Solandra maxima (Sessé & Moc. ex Dunal) P.S.Green: Sie ist von Mexiko über Guatemala, Belize, Honduras, Nicaragua, Costa Rica bis Panama und in Ecuador verbreitet.[4]
- Solandra nizandensis Matuda: Sie ist vom südlichen Mexiko über Guatemala bis Honduras verbreitet.[2]
- Solandra paraensis Huber ex Ducke: Sie kommt im nördlichen Kolumbien, in Französisch-Guayana und im nördlichen Brasilien vor.[2]

## Verwendung

### Zierpflanze
Die Arten Solandra grandiflora, Solandra longiflora und Solandra maxima werden wegen ihrer auffälligen Blüten als Zierpflanzen verwendet.

### Rituelle Verwendung
Aufgrund des Alkaloidgehaltes wurden die Pflanzen bereits in Vor-kolumbianischer Zeit als Entheogen und magische Pflanze eingesetzt. Indigene Bewohnern Mexikos verwenden Pflanzenteile als Halluzinogen.
Ethnographische Berichte über die Verwendung des Goldkelchs sind rar, weil Solandra nur selten als schamanische Trancedroge verwendet werden. Am besten ist die Verwendung der "Götterpflanze" kiéli oder kiéri bei den Huicholindianer bekannt. Diese Ureinwohner im heutigen mexikanischen Bundesstaat Jalisco verwenden zumindest eine Art (Solandra brevicalyx) nachweislich.
Bei den Huichol dreht sich ein ganzer Mythenzyklus um die Pflanze. So sei Solandra ursprünglich ein Gott namens „Kiéli Tewiali“, zu deutsch Gott des Windes und der Zauberei. Nach diesem Glauben ging er zu Anbeginn der Zeit aus der Vereinigung der kosmischen Schlange mit dem Regen hervor. Später verwandelte er sich – zum Nutzen und Segen der Menschheit – in die Pflanze mit dem betörenden Duft, dem „Baum des Windes“. Da die „Götterpflanze“ als sehr kraftvoll gilt, wird sie gerade auch für dunkle Zwecke (Schadzauber, Todeszauber) verwendet. So darf die Pflanze auch nicht gestört oder beleidigt werden; sonst drohen als Strafe Wahnsinn oder gar Tod. Der Pflanze werden auch Opfer dargebracht: unter anderem Zeremonialpfeifen, Maisfladen, Tequila, Münzen, Wollgarnbilder und Schmuck. Die Pflanze wird nur sehr selten als Halluzinogen eingenommen. Bevorzugt werden dazu die Blätter, als potenter gelten aber Früchte und Wurzel.
In der Volksmedizin Mexikos werden Solandra vor allem als Liebestrank und Aphrodisiakum angewendet. Ein Tee aus der Blüte wird auch gegen Husten getrunken.